# DF-2
DF-2, también denominado Dong Feng 2 (en chino 东风导弹, literalmente viento del este) o Dun 1, fue un misil balístico chino de alcance medio desarrollado a principios de los años 1960 y lanzado por primera vez el 21 de marzo de 1962. Desarrollado a partir del DF-1, entró en servicio en 1970.
Se lanzaron 6 misiles de prueba, con una tasa de éxito del 83,33%.

## Características técnicas
Dongfeng 2 es el primer misil balístico chino de alcance medio, con un alcance máximo de 1250 km y una cabeza nuclear con una capacidad de 15-20 kt. Recibió la designación OTAN CSS-1 ( Ing.  China de superficie a superficie (misil) ), es decir, una clase de misil chino "superficie a superficie". Algunos observadores occidentales creen que Dongfeng-2 es una copia del R-5M soviético (SS-3 Shyster), ya que no solo tienen un alcance y un peso de lanzamiento similares, sino también el mismo diámetro, longitud (sin la ojiva), forma y ubicación de las aletas de cola. Aunque también puede ser debido al mismo punto de partida ya que el misil DF-2 es una versión ampliada de R-2 comprada para materiales didácticos y su producto con licencia DF-1. La expansión de la capacidad del tanque propulsor se obtiene al extender la dirección longitudinal mientras se mantiene  el diámetro del R-2 y el DF-2. Por esta razón, la relación longitud-diámetro es grande en comparación con el R-2 y el DF-1, y la apariencia es alargada. El tanque de propulsor se coloca en la posición opuesta de R-2 y DF-1 el oxígeno líquido como oxidante en la parte superior y solución de etanol como combustible en la parte inferior, lo cual disminuye el peligro de obstrucción por congelación de la tubería de suministro.´

## Desarrollo
Las primeras pruebas se llevaron a cabo el 28 de noviembre de 1961. El primer lanzamiento de Dongfeng-2 el 21 de marzo de 1962 fracasó, lo que llevó a la aparición de una modificación el Dongfeng-2A , cuyo lanzamiento exitoso tuvo lugar el 29 de junio de 1964. El 27 de diciembre de 1966, China llevó a cabo el primer lanzamiento de prueba de un misil balístico Dongfeng-2A equipado con una ojiva nuclear de 12 kt. El misil fue lanzado desde la base de Shuangchenzi y después de volar 800 km alcanzó con éxito el objetivo en Lop Nor. Formaba parte del programa "Dos bombas, un satélite" de China.
Fue encargado a fines de la década de 1960. y permaneció en servicio hasta la inicios de la década de 1980, cuando Dongfeng-2A fue retirado del servicio de combate.

## Variantes

### DF-2
Versión básica, con un alcance de 1050 km. El primer lanzamiento de prueba fracaso y el misil fue rediseñado.

### DF-2A
Versión de alcance extendido. El empuje del misil era menor que en el DF-2, debió reducirse en aproximadamente un 10% de 45.5 toneladas a 40.5 toneladas por problemas en la duración del motor. Pero tenía un alcance un 20% superior y utilizaba un sistema de guía inercial autónomo giroscópico en lugar del sistema de radio del DF-2.

## Especificaciones
El alcance máximo de 1050 km era menor del planeado debido a la reducción de empuje del tipo DF-2, y el DF-2A logró aumentarlo hasta 1.250 km .
La precisión es desconocida. Los misiles soviéticos R-5 de la misma generación y casi las mismas especificaciones tienen un CEP de 2.000 m, pero no sé si DF-2 / -2A fue un CEP equivalente.
La carga útil del DF-2 básico y el DF-2A mejorado es de 1,500 kg.
- Ojiva: 1.500 kg
- Apogeo: 200 km
- Empuje en despegue: 300 kN
- Masa total: 31.900 kg
- Diámetro del cuerpo principal: 1,65 m
- Longitud total: 20,60 m
- Envergadura: 2,13 m
- Alcance máximo: 1050 km (1.250 km para el DF-2A)